# Loạn Hầu Cảnh
Loạn Hầu Cảnh (chữ Hán: 侯景之乱, Hầu Cảnh chi loạn) là cuộc nổi dậy chống lại triều đình nhà Lương của hàng tướng Hầu Cảnh đến từ nhà Đông Ngụy, diễn ra từ tháng 8 năm 548 đến tháng 4 năm 552.

## Diễn biến

### Đánh chiếm kinh thành

#### Khởi binh Dự Châu
Ngày Mậu Tuất (10) tháng 8 năm Thái Thanh thứ 2 (27 tháng 9 năm 548), Cảnh phát binh làm phản, tập hợp tướng soái trong thành Dự Châu, lên đàn ăn thề. Lấy cớ giết Trung lãnh quân Chu Dị, Thiếu phủ khanh Từ Lân, Thái tử tả soái Lục Nghiệm, Chế cục giám Chu Thạch Trân để trừ gian thần làm loạn chánh, ông tâu xin mặc giáp vào triều.
Trước hết phản quân tấn công Mã Đầu, Mộc Sách, bắt bọn Thái thú Lưu Thần Mậu, Thú chủ Tào Cầu. Vũ đế nghe tin, cười nói: "Vậy thì làm được gì, đợi ta bẻ cành trúc làm roi, đánh cho hắn một trận!" rồi ban sắc: Ai chém Cảnh thì không kể người Nam, Bắc đồng thưởng phong 2000 hộ kiêm thứ sử một châu; người ấy muốn trở về bắc nên không nhận chức ở châu, thì thưởng 2 vạn lụa vải, đưa tiễn theo lễ. Sau đó ban chiếu lấy Hợp Châu thứ sử Bà Dương vương Tiêu Phạm làm Nam đạo đô đốc, Bắc Từ Châu thứ sử Phong Sơn hầu Tiêu Chánh Biểu làm Bắc đạo đô đốc, Ti Châu thứ sử Liễu Trọng Lễ (con trưởng của Liễu Tân) làm Tây đạo đô đốc, Thông trực tán kỵ thường thị Bùi Chi Cao (con thứ của Bùi Thúy) làm Đông đạo đô đốc, cùng dẹp Cảnh, vượt sông từ Lịch Dương. Lại lệnh Thị trung, Khai phủ nghi đồng tam tư Thiệu Lăng vương Tiêu Luân làm Trì tiết, Đổng đốc các cánh quân.

#### Thẳng tiến kinh thành
Cảnh nghe tin, hỏi kế Vương Vĩ. Vĩ kiến nghị đánh thẳng vào kinh thành, không để bọn Tiêu Luân kịp trở tay. Tháng 9, ông rời Thọ Xuân, đánh tiếng rằng đi săn bắn, để Trung quân đại đô đốc Vương Quý Hiển giữ thành, vờ hướng đến Hợp Phì, rồi tập kích Tiếu Châu . Trợ phòng Đổng Thiệu Tiên đầu hàng, Thứ sử Phong Thành hầu Tiêu Thái bị bắt. Vũ đế nghe tin, sai Thái tử Tiêu Cương lệnh cho Vương Chất soái 3000 binh tuần sông phòng bị. Cảnh tấn công Lịch Dương  thái thú Trang Thiết, Thiết sai em trai nhân đêm tối cướp trại của Cảnh, thua trận bị bắt. Mẹ Thiết yêu con, khuyên Thiết hàng. Ông vái mẹ Thiết, Thiết bèn khuyên Cảnh gấp rút tấn công, trì hoãn ắt gặp vạ, ông bèn dùng Thiết làm hướng đạo.
Khi ấy nghe các Trấn, Thú tướng thông báo tình hình, Chu Dị cho rằng Cảnh chẳng có gì để vượt sông. Vương Chất được rút về làm Đan Dương doãn. Tiêu Chánh Đức làm Bình bắc tướng quân, Đô đốc kinh sư chư quân sự, phòng thủ Trường Giang, đưa mấy chục chiếc thuyền sang sông, nói dối là chở cỏ, kỳ thực là chở bọn Cảnh. Ngày 22 tháng 10, ông từ Thái Thạch  vượt sông, mang theo 800 thớt ngựa, 8000 binh, chẳng ai ở kinh thành hay biết. Trần Hân (con trai thứ năm của Trần Khánh Chi) xin thay Vương Chất giữ Thái Thạch, giữa đường gặp phản quân, không địch nổi nên bị bắt, sau đó tìm cách chống lại nên bị giết.

#### Chiếm được thành ngoài
Cảnh chia quân tập kích Cô Thục , bắt Hoài Nam thái thú Văn Thành hầu Tiêu Ninh, rồi tiến đến Từ Hồ . Nam Tân hiệu úy Giang Tử Nhất chạy về Kiến Khang. Thái tử thừa chế cho dừng công việc của Trung thư tỉnh, do trong ngoài rối loạn tin tức không được thông suốt. Ban chiếu lấy Dương Châu thứ sử Tuyên Thành vương Tiêu Đại Khí làm Đô đốc nội ngoại chư quân sự, Đô quan thượng thư Dương Khản làm Quân sư tướng quân giúp rập; sai Nam Phổ hầu Tiêu Thôi giữ thành Đông Phủ, Tây Phong công Tiêu Đại Xuân giữ Thạch Đầu, Khinh xa trưởng sử Tạ Hi giữ Bạch Hạ.
Cảnh đến cầu nổi Chu Tước  sai Từ Tư Ngọc đi xin mặc giáp vào triều, tiến hành "Thanh quân trắc"; lại mời chức Xá nhân ra ngoài nghe giải thích, nhằm quan sát hư thực trong thành. Đế sai Trung thư xá nhân Hạ Quý, Chủ thư Quách Bảo Lượng theo Tư Ngọc đi bộ lên cầu. Cảnh quay mặt về phía bắc nhận sắc, Quý hỏi ông đến đây làm gì, Cảnh đáp: "Muốn làm Hoàng đế đây!" Vương Vĩ tiến lên nói: "Chu Dị, Từ Lân siểm nịnh làm loạn chánh sự, (bọn ta) muốn trừ gian thần mà thôi!" Cảnh lỡ lời, giữ Quý lại, cho Bảo Lượng về cung.
Tiêu Chánh Đức trước đó đang đóng quân ở quận Đan Dương , đến lúc này đưa quân đến hội họp với Cảnh. Kiến Khang lệnh Dữu Tín soái hơn ngàn quân đóng ở phía bắc cầu, nổi, muốn phá cầu không cho Cảnh sang sông; mới tháo được một chiếc thuyền thì phản quân đến, bèn bỏ quân mà chạy sang Nam Đường (đê). Phản quân bơi sang đóng cầu lại để vượt sông. Tiêu Cương ở trên lưng ngựa giao cho Vương Chất 3000 quân đi giúp Dữu Tín. Chất đến phủ Lãnh Quân gặp phản quân, chưa đánh đã chạy. Cảnh thừa thắng tiến quân, Tây Phong công Tiêu Đại Xuân bỏ thành Thạch Đầu mà chạy, Cảnh sai Nghi đồng của mình là Vu Tử Duyệt ở đấy. Tạ Hi cũng bỏ thành Bạch Hạ mà chạy.

#### Bủa vây Đài thành
Cảnh theo Mạch Đạo (đại lộ chính) đánh Đài thành , nổi lửa đốt các cửa Đại Tư Mã, Đông - Tây Hoa. Binh sĩ trong thành không có chuẩn bị, bèn đục lầu cửa, dìm nước dập lửa, hồi lâu mới tắt. Phản quân từ cửa Đông Dịch xông vào, Dương Khản dùng mảnh cửa vỡ đâm chết vài người, phản quân bèn lui. Bọn chúng lại trèo lên tường Đông Cung bắn vào trong thành. Đến đêm, Tiêu Cương đưa người ra đốt hết điện, đài của Đông Cung. Cảnh lại đốt chuồng ngựa, Sĩ Lâm quán, Thái Phủ tự ở phía tây thành.
Hôm sau, Cảnh làm ra mấy trăm con lừa gỗ đánh thành, trên thành ném đá, lừa gỗ vỡ tan. Phản quân đóng đanh trên đỉnh đầu lừa gỗ, có hình chóp nhọn, đá không phá được. Quân giữ thành làm đuốc đuôi trĩ, tẩm mỡ sáp rồi ném xuống mà đốt sạch lừa gỗ.

#### Tàn sát Đông Phủ
Phản quân không hạ được thành, binh sĩ chết rất nhiều, bèn đình chỉ tấn công, dựng lũy dài để cắt đứt trong ngoài. Cảnh lại xin giết bọn Chu Dị, Lục Nghiệm, Từ Lân, Chu Thạch Trân. Trong thành cũng bắn tên ra ngoài treo giải thưởng: chém đầu Cảnh, được tước vị của Cảnh, một ức vạn (1 tỷ) tiền, hàng vạn vải lụa, 2 bộ nữ nhạc.
Cảnh tấn công thành Đông Phủ, đặt xe lâu cao trăm thước, móc vào thành mà kéo. Thành vỡ, Cảnh sai Nghi đồng Lư Huy Lược soái mấy ngàn người mang đao dài đứng cạnh cửa thành, đợi tất cả quan viên trong thành bị đuổi ra ngoài, thì xông đến chém giết. Hôm ấy, hơn 3000 người bị hại, kể cả Nam Phổ hầu Tiêu Thôi. Cảnh sai con Chánh Đức là Kiến Lý cùng Huy Lược giữ thành.

#### Vắt sức quan dân
Khi Cảnh mới đến, hiệu lệnh rất nghiêm, không hề xâm phạm trăm họ. Nay phản quân đã ăn hết thóc trong thành Thạch Đầu, nên cướp phá giết chóc cư dân, lột hết tài sản, bắt hết trai gái vào quân doanh; khiến cho thây phơi đầy đường, 1 thăng gạo có giá 7, 8 vạn tiền, người ăn thịt người, có kẻ còn ăn cả xác chết. Trăm họ không dám trốn tránh, nối nhau mà ra, trong thời gian 10 ngày có đến mấy vạn.
Cảnh lệnh cho đắp núi đất ở đông – tây để nhòm vào thành (trong thành cũng đắp 2 tòa núi đất tương ứng mà nhòm ra), vương công trở xuống, không kể sang hèn, đều phải tham gia đắp đất, bắt bớ đánh đập, ngày đêm không nghỉ, người kiệt sức mà chết ở khắp nơi, tiếng kêu khóc vang dội đất trời.
Cảnh chiêu mộ những người phương bắc đang làm nô tỳ, cất nhắc không chừa một ai, ban thưởng không kể thứ bậc. Kình nô (nô tài bị thích chữ vào mặt) của Chu Dị cùng đồng bọn trèo thành ra hàng, Cảnh cho làm Nghi đồng, sai đi dụ người trong thành. Hắn cưỡi ngựa đến trước cửa thành, xé cẩm bào gào to: "Chu Dị làm quan 50 năm, chỉ là Trung lãnh quân. Ta mới làm việc cho Hầu vương, đã là Nghi đồng." Vì thế nô tỳ trong thành tranh nhau ra ngoài, đều được đắc chí.

#### Đẩy lui Tiêu Luân
Ngày 23 tháng 11, Thiệu Lăng vương Tiêu Luân soái 3 vạn mã bộ của bọn Tây Phong công Tiêu Đại Xuân, Tân Cam công Tiêu Đại Thành, Vĩnh An hầu Tiêu Xác, Nam An hương hầu Tiêu Tuấn, Tiếu Châu thứ sử (tiền nhiệm) Triệu Bá Siêu, Vũ Châu thứ sử Tiêu Lộng Chương, Bộ binh hiệu úy Doãn Tư Hợp, xuất phát từ Kinh Khẩu, đến ở Chung Sơn. Hơn vạn phản quân của Cảnh bị Luân đánh bại ở dưới chùa Ái Kính (chùa được đặt trên Chung Sơn).
Cảnh sợ lắm, lệnh cho sắp thuyền chạy sang bờ bắc, Nhiệm Ước can rằng có chạy cũng không thoát, chi bằng liều chết mà đánh. Cảnh theo lời ấy, để Tống Tử Tiên ở lại giữ tường lũy, tự mình đưa quân đi đánh Luân. Đôi bên giằng co ở phía bắc núi Phúc Chu. Trời chiều, Cảnh lùi về, Nam An hương hầu Tiêu Tuấn soái vài mươi kỵ binh đến khiêu chiến. Cảnh rút quân, Tuấn bèn lui. Khi ấy trận địa của Triệu Bá Siêu ở phía bắc hồ Huyền Vũ, thấy Tuấn lui, vội soái quân chạy trước, khiến cho toàn quân rối loạn, rồi thua hẳn.
Phản quân bắt được bọn Tây Phong công Tiêu Đại Xuân, Tư mã Trang Khâu Tuệ Đạt của Luân, Trực các tướng quân Hồ Tử Ước, Quảng Lăng lệnh Hoắc Tuyển đưa đến dưới thành, ép họ nói: "Đã bắt được Thiệu Lăng vương!" Chỉ có Hoắc Tuyển nói rằng: "Vương chỉ gặp thất bại nhỏ, đã đưa toàn quân về Kinh Khẩu, trong thành hãy kiên thủ, viện quân sắp đến!" Chưa dứt lời, phản quân dùng đao chém vào miệng Tuyển. Cảnh cảm động nên tha cho, nhưng Chánh Đức bắt lại mà giết đi. Hôm ấy, Bà Dương thế tử Tiêu Tự, Bùi Chi Cao đến Hậu Chử, đóng trại ở Thái Châu. Cảnh chia quân đóng đồn ở bờ nam.

#### Trường kỳ đánh thành
Tháng 12, Cảnh chế các thứ công cụ cùng Phi lâu (Lầu cao), Sàng xa (Xe sào), Đăng thành xa (Xe lên thành), Câu điệp xa (Xe móc tường), Giai đạo xa (Xe bậc thang), Hỏa xa, đều cao mấy trượng, có đến 20 bánh, bày ở trước cửa Đài thành, theo đường lớn tấn công. Phản quân dùng Hỏa xa đốt tòa lầu ở cạnh đông nam của Đài thành, mượn thế lửa đánh thành. Trên thành ném lửa đốt hết công cụ, phản quân bèn lui.
Lúc này, núi đất ở trong và ngoài thành đều làm xong. Binh sĩ của đôi bên ở trên núi đất dùng giáo dài (sóc) chiến đấu, trống nổi thì đâm ra, đêm ngày không nghỉ, vô cùng mệt mỏi. Tả vệ tướng quân Liễu Tân cho làm địa đạo, phá núi đất, ném đuốc đuôi trĩ đốt tường lũy của phản quân. Núi đất lở đè lên phản quân. Bọn họ lại chế Hà mô xa (Xe con cóc), chuyển đất đá lấp hào, cho binh sĩ lên xe lầu, 4 mặt kéo đến. Trong thành ném đá phá nát xe, phản quân chết đầy dưới thành. Bọn họ đào góc đông nam của thành, trong thành làm thêm một lớp thành hình trăng khuyết để ngăn giữ, phản quân bèn lui.
Tài Quan tướng quân Tống Nghi đầu hàng phản quân, hiến kế dẫn nước hồ Huyền Vũ rót vào Đài thành, khiến cho phía trước cửa thành ngập trong lũ lụt. Phản quân lại đốt sạch nhà cửa, chùa chiền của cư dân ở bờ nam.

#### Khống chế viện quân
Bọn Ti Châu thứ sử Liễu Trọng Lễ, Hành Châu thứ sử Vi Sán (con Vi Duệ), Nam Lăng thái thú Trần Văn Triệt, Tuyên mãnh tướng quân Lý Hiếu Khâm đến cứu viện; Tiêu Tự, Bùi Chi Cao cũng vượt sông. Liễu Trọng Lễ đóng trại ở phía nam cầu Chu Tước, Bùi Chi Cao đóng trại ở Nam Uyển, Vi Sán đóng trại ở Thanh Đường , Trần Văn Triệt, Lý Hiếu Khâm đóng đồn ở quận Đan Dương, Tiêu Tự đóng trại ở phía nam Tiểu Hàng, đều men sông lập công sự. Trời sáng, Cảnh phát hiện, bèn lên lầu cửa của chùa Thiện Linh quan sát. Thấy doanh trại của Sán chưa làm xong, bèn vượt sông tấn công. Sán thua, bị Cảnh chém đầu ném dưới thành. Liễu Trọng Lễ (em họ ngoại của Sán) nghe tin, không kịp khoác giáp, cùng vài mươi người chạy đến. Gặp phản quân, họ chém được vài trăm thủ cấp, khiến cho hơn ngàn tên đâm đầu xuống nước chết đuối. Trọng Lễ vào sâu trận địch, ngựa lún trong bùn, nên bị đâm trọng thương. Tuy nhiên phản quân cũng không dám sang bờ nam nữa!
Thiệu Lăng vương Tiêu Luân lại cùng bọn Lâm Thành công Tiêu Đại Liên từ Đông Đạo tập hợp ở bờ nam; Kinh Châu thứ sử Tương Đông vương Tiêu Dịch sai bọn thế tử Tiêu Phương, Kiêm tư mã Ngô Diệp, Thiên Môn thái thú Phàn Văn Kiểu đưa quân đến; kế tiếp là Cao Châu thứ sử Lý Thiên Sĩ, Ti Châu thứ sử (tiền nhiệm) Dương Nha Nhân đưa quân đến. Sau đó Tiêu Tự, Tiêu Xác, Dương Nha Nhân, Lý Thiên Sĩ, Phàn Văn Kiểu, có cả Trang Thiết (bỏ trốn khỏi Hầu Cảnh vào lúc phản quân bắt đầu đốt phá các cửa thành, nay tham gia viện quân) soái quân vượt sông Hoài, đánh phá công sự của phản quân ở trước thành Đông Phủ, rồi đóng trại ở phái đông sông Thanh Khê. Cảnh sai Nghi đồng Tống Tử Tiên men bờ tây lập công sự để chống lại. Lúc này lương thực của phản quân đã cạn, ăn thịt lẫn nhau chỉ còn 5, 6 phần 10.
Buổi đầu viện quân đến bờ bắc, hô hào có trăm vạn. Trăm họ già trẻ dắt díu đi ngóng tin của quân cần vương, đến lúc viện quân sang sông, lại ngang nhiên cướp bóc dân chúng, thu lấy tài vật. Sau khi lập xong doanh trại, thì quay sang hục hặc với nhau. Tiêu Luân và Liễu Trọng Lễ ra mặt thù địch, Tiêu Đại Liên và Tiêu Xác như nước với lửa, chẳng còn lòng dạ nào lo đánh giặc. Trong lúc này, lương thực trong Đài thành đã cạn, mà không có cách gì đưa tin tức ra ngoài. Phản quân nắm được tình hình, không lo gì nữa!

#### Trá hàng lấy thóc
Bấy giờ phản quân cũng đói kém, không thể đánh mãi. Đông Thành có thóc thì đã bị viện quân ngăn trở, vả nghe tin quân của Tương Đông vương Tiêu Dịch từ Kinh Châu tiến xuống. Người Bành Thành là Lưu Mạc khuyên Cảnh tạm xin hòa. Cảnh theo kế của Vương Vĩ, sai Nhiệm Ước dâng biểu vờ xin hàng ở phía bắc thành. Tiêu Cương khuyên nhận lời, Đế cho.
Tháng 2 năm Thái Thanh thứ 3 (549), đôi bên hứa hẹn trao đổi con tin, cắt cho Cảnh 4 châu Giang Hữu (Nam Dự, Tây Dự, Hợp, Quang), cùng nhau uống máu ăn thề ở ngoài cửa Tây Hoa. Nam Duyện Châu thứ sử Nam Khang tự vương (tự là được nối tiếp tước vị) Tiêu Hội Lý, Thanh, Ký 2 châu thứ sử (tiền nhiệm) Tương Đàm hầu Tiêu Thoái, Tây Xương hầu thế tử Tiêu Úc soái 3 vạn đến ở Mã Ngang châu, Cảnh lo bắc quân từ Bạch Hạ tiến lên, cắt đứt đường sông của mình, xin dừng họ lại ở bờ nam. Triều đình có sắc sai bắc quân đều tiến đến Giang Đàm uyển, Cảnh lại đòi Tiêu Xác, Triệu Uy vào thành thì mới rút quân. Triều đình triệu họ vào thành, Cảnh vận chuyển thóc từ Đông Thành vào Thạch Đầu, rồi đòi cắt thêm Quảng Lăng, Tiếu Châu.
Khi ấy quân đội của Kinh Châu thứ sử Tương Đông vương Tiêu Dịch ở Vũ Thành, Hà Đông vương Tiêu Dự tại Ba Lăng , Tín Châu thứ sử (tiền nhiệm) Quế Dương vương Tiêu Tháo gần Giang Tân, đều không tiến thêm. Có sắc ban sư, Dịch muốn về, Ký thất tham quân Tiêu Bí can ngăn, Dịch rất lấy làm không vui (về sau Dịch tìm cớ giết Bí).

#### Phá vỡ Đài thành
Cảnh biết viện quân hiệu lệnh bất nhất, thực chất không có ý cần vương, lại nghe tin trong thành có dịch bệnh, nhiều người ốm chết. Nay đẩy lui quân đội của bọn Tiêu Dịch, lấy được thóc của Đông Thành, bèn theo kế của Vương Vĩ, tiếp tục tấn công, làm biểu kể 10 lỗi lầm của Vũ đế. Ban đầu trong thành có 10 vạn nam nữ, có 3 vạn người mặc giáp, nay chỉ còn hai, ba ngàn. Thây phơi đầy lộ, không ai chôn cất, mùi hôi lan xa vài dặm.
Sớm ngày sóc tháng 3, Dương Nha Nhân, Liễu Kính Lễ (em Liễu Trọng Lễ), Bà Dương thế tử Tiêu Tự tiến quân đến phía bắc thành Đông Phủ. Công sự chưa lập xong, bị Tống Tử Tiên đánh bại, chết đuối hơn ngàn người, thủ cấp được đến dưới cửa thành. Cảnh lại sai Vu Tử Duyệt xin hòa, trong thành sai Ngự sử trung thừa Thẩm Tuấn ra gặp Cảnh. Cảnh không có ý lui quân, Tuấn trách cứ, Cảnh cả giận, lập tức trói vào đá ném xuống sông, đưa quân đánh thành, đêm ngày không nghỉ.
Đêm 12 tháng 3, bộ hạ của Thiệu Lăng vương thế tử Tiêu Kiên là Bạch Đàm Lãng, Đổng Huân Hoa nộp lầu ở tây bắc thành cho phản quân. Canh năm, phản quân hạ được thành, Cảnh đưa 500 giáp sĩ vào triều, đeo kiếm lên điện bái kiến Đế.

#### Giải tán viện quân
Trong thành đầy thây chưa chôn cất, lại còn người chết chưa liệm, hoặc sắp chết chưa dứt hơi. Cảnh lệnh cho gom lại đốt hết, mùi thối lan hơn 10 dặm. Thượng thư ngoại binh lang Bảo Chánh ốm nặng, phản quân lôi ra đốt, ông ta lăn lộn trong lửa, rất lâu mới dứt hơi.
Cảnh lại làm chiếu sai Thạch Thành công Tiêu Đại Khoản đem Bạch Hổ phiên  đi giải tán các cánh viện quân. Bọn Tiêu Luân bỏ về, Liễu Trọng Lễ cùng em là Kính Lễ, Dương Nha Nhân, Vương Tăng Biện, Triệu Bá Siêu vào thành gặp Cảnh, rồi mới gặp Vũ đế. Cảnh giữ lại Kính Lễ, Nha Nhân, để bọn Trọng Lễ quay về trấn.

### Khắp nơi khởi binh
Bấy giờ nhiều nơi có lực lượng cát cứ, dù tiến hành đánh dẹp liên tục, mệnh lệnh của Cảnh chỉ được thi hành từ Ngô Quận về phía tây, từ Nam Lăng về phía bắc.

#### Mất Hoài Âm
Tháng 3 năm Thái Thanh thứ 3 (549), Đồng Châu thứ sử (tiền nhiệm) Quách Phượng mưu dâng Hoài Âm hưởng ứng Cảnh, Bắc Duyện Châu thứ sử Định Tương hầu Tiêu Chi và Tương Đàm hầu Tiêu Thoái không địch nổi, đều chạy sang Đông Ngụy. Cảnh lấy Tiêu Lộng Chương làm Bắc Duyện Châu thứ sử, dân châu nổi lên chống lại, Cảnh sai Sương công  Khâu Tử Anh, Trực các tướng quân Dương Hải đi giúp, Hải chém Tử Anh, soái quân đầu hàng Đông Ngụy, người Ngụy bèn chiếm cứ Hoài Âm.

#### Dẹp Nam Duyện Châu
Tháng 3 năm Thái Thanh thứ 3 (549), Cảnh sai Đổng Thiệu Tiên soái quân tập kích Quảng Lăng, Nam Duyện Châu thứ sử Nam Khang tự vương Tiêu Hội Lý dâng thành đầu hàng. Lấy Thiệu Tiên làm Nam Duyện Châu thứ sử.

#### Dẹp Tuyên Thành
Tháng 5 năm Thái Thanh thứ 3 (449), Cảnh sai Nghi đồng Lai Lượng soái quân đánh Tuyên Thành , Nội sử Dương Hoa dụ chém Lượng; Cảnh lại sai bộ tướng Lý Hiền Minh đi dẹp Hoa, Hoa dâng quận đầu hàng.

#### Dẹp Tiền Đường
Tháng 5 năm Thái Thanh thứ 3 (449), Cảnh sai bọn Nghi đồng Tống Tử Tiên đưa quân đánh Tiền Đường ở phía đông, Tân Thành thú chủ Đái Tăng Dịch giữ huyện chống cự.
Tháng 11, Tống Tử Tiên tấn công dữ dội, Đái Tăng Dịch hàng.

#### Dẹp Ngô Quận
Tháng 3 năm Thái Thanh thứ 3 (549), Cảnh sai Nghi đồng Vu Tử Duyệt, Trương Đại Hắc soái quân vào đất Ngô, Ngô Quận thái thú Viên Quân Chánh đầu hàng. Bọn Tử Duyệt vào Ngô Trung, cướp phá trăm họ, bức hiếp trai gái, người Ngô không ai không oán, vì thế tổ chức công sự chống lại (đến tháng 5, Cảnh sai Trung quân Hầu Tử Giám bắt Vu Tử Duyệt, Trương Đại Hắc về kinh giết đi).
Tháng 6 năm Thái Thanh thứ 3 (449), người Ngô Quận là bọn Lục Tập, Đái Văn Cử khởi hơn vạn quân, giết thái thú Tô Đan Vu của Cảnh, cử Hoài Nam thái thú Văn Thành hầu Tiêu Ninh làm chủ, chống lại Cảnh. Tống Tử Tiên nghe tin đến đánh, bọn Tập bỏ thành mà chạy.

#### Dẹp Ngô Hưng
Tháng 6 năm Thái Thanh thứ 3 (449), Cảnh sai Trung quân Hầu Tử Giám giám sát bọn Hành đài Lưu Thần Mậu đưa quân dẹp miền đông, phá Ngô Hưng, bắt cha con thái thú Trương Thặng về kinh giết chết.

#### Dẹp Tấn Hi
Tháng 6 năm Thái Thanh thứ 3 (449), Bà Dương tự vương Tiêu Phạm soái quân đến Sách Khẩu, Giang Châu thứ sử Tầm Dương vương Tiêu Đại Tâm yêu cầu ông ta tây tiến. Cảnh ra quân ngăn giữ Cô Thục, tướng của Phạm là Bùi Chi Đễ (em Bùi Chi Cao), Hạ Hầu Uy Sanh đưa quân hàng Cảnh.
Tháng 7 năm Đại Bảo đầu tiên (550), Cảnh sai Nhiệm Ước, Lư Huy Lược đánh quận Tấn Hi, giết Bà Dương thế tử Tiêu Tự (Phạm đã mất).

#### Dẹp Hội Kê
Tháng 12 năm Đại Bảo đầu tiên (550), Tống Tử Tiên, Triệu Bá Siêu, Lưu Thần Mậu tiến đánh Hội Kê, Đông Dương châu thứ sử Lâm Thành công Tiêu Đại Liên bỏ thành mà chạy, Cảnh sai Lưu Thần Mậu đuổi theo bắt được.

#### Dẹp Quảng Lăng
Tháng giêng năm Đại Bảo đầu tiên (550), Giang Đô lệnh (tiền nhiệm) Tổ Hạo khởi binh ở Quảng Lăng, chém thứ sử Đổng Thiệu Tiên của Cảnh, cử Thái tử xá nhân (tiền nhiệm) Tiêu Miễn làm thứ sử, liên kết với Đông Ngụy làm ngoại viện, truyền hịch xa gần, muốn đi dẹp Cảnh. Cảnh lập tức soái bọn Hầu Tử Giám xuất quân từ Kinh Khẩu, thủy lục cùng đánh. Thành vỡ, Hạo bị xé xác.

#### Dẹp Tây Hương
Tháng 4 năm Đại Bảo đầu tiên (550), Văn Thành hầu Tiêu Ninh ở Tây Hương thuộc Ngô Quận khởi binh, trong thời gian một tuần, có đến vạn người, soái quân tây tiến. Tướng của Cảnh là Sương công Mạnh Chấn, Hầu Tử Vinh đánh phá được, chém Ninh, gởi đầu về cho Cảnh.

#### Dẹp Giang Châu
Tháng 4 năm Đại Bảo đầu tiên (550), Nhiệm Ước tiến quân tập kích Giang Châu, thứ sử Tầm Dương vương Tiêu Đại Tâm đầu hàng.

#### Cứu Dương Bình
Tháng 10 năm Đại Bảo đầu tiên (550), tướng Bắc Tề là Tân Thuật vây Dương Bình, tướng của Cảnh là Hành đài Quách Nguyên Kiến soái quân đến cứu, Thuật lui.

#### Dẹp nội phản
Tháng 10 năm Đại Bảo đầu tiên (550), khi Cảnh đóng đồn ở Hoàn Khẩu, kinh sư trống rỗng, Nam Khang vương Tiêu Hội Lý cùng bọn Bắc Duyện Châu tư mã Thành Khâm muốn tập kích. Kiến An hầu Tiêu Bí biết mưu ấy, đem tố giác với Cảnh. Tiêu Hội Lý cùng em là Kỳ Dương hầu Tiêu Thông Lý, Liễu Kính Lễ, Thành Khâm đều bị hại.
Tháng 12, Cảnh làm chiếu phong Bí làm Cánh Lăng vương, thưởng công tố giác bọn Nam Khang vương.
Tháng giêng năm thứ 2 (551), Bắc Duyện Châu thứ sử Tiêu Ung mưu hàng Đông Ngụy, việc bị tiết lộ, Cảnh giết đi.

#### Dẹp Đông Dương
Tháng 10 năm Đại Bảo thứ 2 (551), tướng của Cảnh là bọn Tư không Đông đạo hành đài Lưu Thần Mậu, Nghi đồng Doãn Tư Hợp, Lưu Quy Nghĩa, Vương Diệp, Vân huy tướng quân Tang Càn vương Nguyên Quân chiếm cứ Đông Dương quy thuận Tiêu Dịch, rồi sai Nguyên Quân cùng biệt tướng Lý Chiêm, Triệu Huệ Lãng tiến xuống chiếm cứ cửa sông Kiến Đức. Doãn Tư Hợp bắt Tân An thái thú Nguyên Nghĩa của Cảnh, đoạt quân đội của ông ta.
Tháng 11, Cảnh lấy Triệu Bá Siêu làm Đông đạo hành đài, trấn Tiền Đường, sai bọn Nghi đồng Điền Thiên, Tạ Đáp Nhân đem quân đông chinh Thần Mậu.
Tháng 12, bọn Tạ Đáp Nhân, Lý Khánh đến Kiến Đức, đánh công sự của Nguyên Quân, Lý Chiêm, đại phá được, bắt Quân, Chiêm đưa về. Cảnh chặt chân tay của họ rồi giết đi.
Tháng giêng năm Thái Thủy thứ 2 (552), Tạ Đáp Nhân đánh Lưu Thần Mậu ở Đông Dương, biệt tướng của Thần Mậu là Vương Hoa, Lệ Thông đầu hàng. Lưu Quy Nghĩa, Doãn Tư Hợp sợ, bỏ thành mà chạy. Thần Mậu thế cô, đành phải đầu hàng, bị đưa về Kiến Khang; Cảnh dùng Đại tỏa đối (hình cụ dùng để chém các bộ phận cơ thể), từ chân trở lên, chém từng tấc một, đến đầu mới thôi.

### Kình địch Kinh Châu

#### Đánh úp Dĩnh Châu
Tháng 4 năm Đại Bảo đầu tiên (550), Tiêu Dịch nghe tin Giang Châu thất thủ, sai Vệ quân tướng quân Từ Văn Thịnh đưa quân xuống Vũ Xương, chống lại Ước. Cảnh soái thủy quân lên Hoàn Khẩu.
Tháng 10, Từ Văn Thịnh tiến vào Tư Ki, Nhiệm Ước soái thủy quân đánh trả, Văn Thịnh đại phá được, tiếp tục tiến quân vào Đại Cử khẩu.
Tháng giêng năm Đại Bảo thứ 2 (551), Tiêu Dịch sai bọn Ba Châu thứ sử Vương Tuần soái quân tiến xuống Vũ Xương giúp Từ Văn Thịnh. Nhiệm Ước thấy Kinh Châu thêm quân, cáo cấp với Cảnh.
Tháng 3, Cảnh tự soái 2 vạn quân tây tiến giúp Ước.
Tháng 4, Cảnh đến Tây Dương, Từ Văn Thịnh soái thủy quân đón đánh, đại phá phản quân. Cảnh biết Dĩnh Châu  không phòng bị, binh ít, lại sai Tống Tử Tiên soái 300 khinh kỵ tập kích hạ được, bắt thứ sử Tiêu Phương Chư, hành sự Bảo Tuyền, đem hết các gia đình quân nhân ở Vũ Xương. Bọn Từ Văn Thịnh nghe tin, tan vỡ, chạy về Giang Lăng, Cảnh thừa thắng tây tiến.

#### Thất bại Ba Lăng
Tiêu Dịch sai Lãnh quân Vương Tăng Biện soái quân tiến xuống phía đông thay Từ Văn Thịnh, quân đến Ba Lăng, gặp lúc Cảnh đến, Tăng Biện dựa thành trì kiên cố chống lại. Cảnh dựng lũy dài, đắp núi đất, đêm ngày công kích, không hạ được. Trong quân Kinh Châu có bệnh dịch, tử thương quá nửa. Tiêu Dịch sai Bình bắc tướng quân Hồ Tăng Hữu soái 2000 quân cứu Ba Lăng, Cảnh nghe tin, sai Nhiệm Ước soái mấy ngàn tinh binh đánh trả Tăng Hữu, Tăng Hữu được cư sĩ Lục Pháp Hòa giúp đỡ, lui về giữ Xích Đình đợi địch. Ước đến, đôi bên giao chiến, quân Kinh Châu đại thắng, bắt sống Ước. Cảnh nghe tin, nhân đêm tối bỏ trốn.
Cảnh lấy Đinh Hòa làm Dĩnh Châu thứ sử, để bọn Tống Tử Tiên, Thời Linh Hộ ở lại giúp Hòa, lấy Trương Hóa Nhân, Diêm Hồng Khánh giữ thành Lỗ Sơn, Cảnh về kinh sư. Vương Tăng Biện bèn soái quân tiến xuống phía đông, đến Hán Khẩu, đánh Lỗ Sơn cùng Dĩnh Thành, đều hạ được.

#### Đại bại Cô Thục
Quân Vương Tăng Biện đến Vu Hồ, thành chủ bỏ trốn. Cảnh sai bọn Sử An Hòa, Tống Trường Quý soái 2000 quân, giúp Hầu Tử Giám giữ Cô Thục, đuổi bọn Điền Thiên về kinh sư.
Tháng 3, Cảnh đến Cô Thục, xem xét tường lũy, răn đe Tử Giám không được giao chiến với thủy quân Kinh Châu. Tử Giám bỏ thuyền lên bờ, giữ trại không ra. Bọn Tăng Biện dừng quân hơn 10 ngày, Cảnh cho rằng quân Kinh Châu sắp chạy, lại lệnh cho Tử Giám chuẩn bị thủy chiến. Tử Giám bèn soái thủy lục cùng tiến, bị Tăng Biện đánh trả, đại bại, Tử Giám một mình chạy thoát. Cảnh nghe tin thua trận, nằm úp mặt xuống giường, hồi lâu mới nói: "Lầm chết người rồi!"

#### Chạy khỏi kinh thành
Vương Tăng Biện tiến quân đến Trương Công châu. Cảnh lấy Lư Huy Lược giữ Thạch Đầu, Hột Hề Cân giữ thành Hãn Quốc, bức tất cả dân chúng cùng quân sĩ dời vào trong Đài thành. Tăng Biện đốt công sự của Cảnh, đến bãi Tường Linh Tự tìm cách vượt sông Hoài. Cảnh cả sợ, bèn men sông Hoài lập công sự, từ Thạch Đầu đến cầu Chu Tước. Tăng Biện cùng chư tướng bèn ở phía tây thành Thạch Đầu trở lên đến ụ Lạc Tinh, kết trại lập công sự. Cảnh cả sợ, tự soái bọn Hầu Tử Giám, Vu Khánh, Sử An Hòa, Vương Tăng Quý, ở đông bắc Thạch Đầu lập công sự chống lại. Sai Vương Vĩ, Sách Siêu Thế, Lữ Quý Lược giữ Đài thành, Tống Trường Quý giữ chùa Duyên Tộ. Cho người quật mồ cha của Vương Tăng Biện, phá quan đốt thây. Bọn Vương Tăng Biện tiến đến đóng trại ở phía bắc Thạch Đầu, Cảnh bày trận khiêu chiến. Tăng Biện soái các cánh quân hăng hái tấn công, đại phá phản quân, Hầu Tử Giám, Sử An Hòa, Vương Tăng Quý đều bỏ công sự mà chạy, Lư Huy Lược, Hột Hề Cân cũng dâng thành đầu hàng.
Cảnh thua chạy, không vào cung, thua nhặt tàn binh, đóng trại dưới cửa thành, muốn bỏ trốn. Vương Vĩ nắm dây cương, khuyên ông tập hợp vệ sĩ trong cung, quyết chiến một trận nữa rồi hãy chạy cũng không muộn. Cảnh nói: "Ta ở phương bắc đánh bại Hạ Bạt Thắng, phá Cát Vinh, giương danh Hà, Sóc, cùng Cao vương (chỉ Cao Hoan) là một loại người. Đến nay vượt Đại Giang (chỉ Trường Giang) sang miền nam, chiếm Đài thành như trở bàn tay, đánh Thiệu Lăng vương ở Bắc sơn, phá Liễu Trọng Lễ ở bờ nam, đều là tự mình làm được. Việc của hôm nay, sợ là do trời làm hại. Mày giữ thành cho tốt, ta phải quay lại đánh một trận nữa!" rồi ngước lên nhìn cổng đá, đi lại than thở. Hồi lâu, ông lấy túi da bọc lấy hai con, treo lên yên ngựa, cùng bọn Nghi đồng Điền Thiên, Phạm Hi Vinh đưa hơn trăm kỵ binh chạy về phía đông. Vương Vĩ bỏ Đài thành mà trốn, bọn Hầu Tử Giám chạy đến Quảng Lăng.
Quân Kinh Châu tiến vào Kiến Khang, bọn Vương Lâm, Đỗ Kham thả cho bộ hạ gây ra một phen cướp bóc thảm sát, tiếng kêu khóc vọng lên thành Thạch Đầu. Vương Tăng Biện ngỡ rằng có biến, lên thành nổi trống, nhưng cũng không ngăn được. Người đương thời chê bai quân Kinh Châu chẳng khác gì phản quân, nhận xét Tăng Biện sẽ có kết cục chẳng khác gì Hầu Cảnh.

#### Chết không toàn thây
Vương Tăng Biện sai Hầu Thiến soái quân đuổi theo. Cảnh đến Tấn Lăng, rồi đi Ngô Quận, tiếp đến là Gia Hưng, Triệu Bá Siêu chiếm cứ Tiền Đường chống lại. Cảnh lui về Ngô Quận, đến Tùng Giang, thì quân Hầu Thiến đuổi kịp. Quân của Cảnh chưa bày trận, đều dựng cờ hiệu xin hàng. Cảnh không thể ngăn được, bèn cùng vài chục người tâm phúc bỏ chạy, ném hai con xuống nước, từ Hỗ Độc ra biển.
Tháng 4, đến Hồ Đậu châu, bị Thái tử xá nhân (tiền nhiệm) Dương Côn giết chết, gởi thây đến Vương Tăng Biện ở Kiến Khang, truyền đầu về Giang Lăng. Thây bị phơi ở chợ, trăm họ tranh nhau ăn sống; đốt xương thành tro, hòa rượu mà uống. Đầu bị bêu ở chợ, sau đó bị nấu rồi đem sơn, cất vào Vũ khố.

## Dật sự
Cảnh đánh úp kinh thành, lo Vương Chất ngăn giữ thì không thể vượt sông. Ít lâu sau Chất được triệu về, ông vẫn chưa tin, sai người đi dò xét, hẹn rằng nếu Chất đã về, thì bẻ một cành cây làm tín vật. Thám tử làm như lời ấy, Cảnh mừng lắm, nói: "Việc của ta ắt xong!"
Trong những năm Đại Đồng (535 - 546) có câu đồng dao "thanh ti bạch mã Thọ Dương lai" (tơ xanh, ngựa trắng từ Thọ Dương <tức Thọ Xuân > đến). Về sau Cảnh ở Thọ Xuân xin gấm may áo cho quân đội, triều đình đổi cấp cho vải xanh. Đến nay Cảnh cưỡi ngựa trắng, đưa phản quân mặc áo xanh đến tấn công kinh thành, ứng với câu đồng dao trên.
Xưa kia Tiêu Cương nằm mơ thấy họa công vẽ mình ra Tần Thủy Hoàng, nói: "Người này đốt rất nhiều sách!" Trong lúc chiến sự kịch liệt, Tiêu Cương đốt sạch Đông Cung, vài trăm hòm sách ở đấy đều hóa ra tro, thế là ứng nghiệm.
Tương truyền Cảnh dựa vào câu đồng dao mà đặt niên hiệu của Tiêu Chánh Đức là Chánh Bình. Nhưng người đương thời lại diễn giải rằng: Chánh Đức rốt cục phải bị tiêu diệt (chữ Hán: 正德卒當平殄, Chánh Đức tốt đương bình điễn).
Ngày trước Tiêu Cương trong đêm lạnh từng có thơ rằng: "Tuyết hoa vô hữu đế, băng kính bất an đài." (tạm dịch: hoa tuyết không có đế, gương băng không cần đài) lại vịnh trăng như sau: "Phi luân liễu vô triệt, minh kính bất an thai." (tạm dịch: Bánh xe bay không có vết, gương sáng không cần đài). Người đời sau đều xem là sấm thơ, cho rằng: (hoa) không có đế tức là không có đế (vua); ‘bất an đài’ tức là đài thành bất an; ‘luân vô triệt’ tức là Tiêu Luân không đến cứu viện.
Tháng 12 năm Thái Thanh thứ 3 (549), sứ giả Bách Tế đến, trông thấy các gò, đống trong thành, bật khóc ở ngoài Đoan Môn, những người qua đường không ai không rơi nước mắt. Cảnh nghe chuyện thì cả giận, bắt giam sứ giả ở chùa Tiểu Trang Nghiêm, cấm không cho đi lại.